# A5509T
A5509T（えーごーごーぜろきゅうてぃー）は、東芝が日本国内向けに開発した、auブランドを展開するKDDIおよび沖縄セルラー電話の携帯電話である。
2004年12月2日にテュフ通過。2005年2月10日発売。また、同年10月にはその派生機種としてA5516Tと簡単ケータイ A5517Tがそれぞれ発売された。
auの2005年度に発表および発売された端末の中で最も売れたのはこのA5509Tである（Gfk Japan調べ）。
なお、ボディカラーおよび文字フォント、A5516T・A5517Tに安心ナビが搭載されている点を除けば3機種とも共通である。